# Hans Dichgans
Hans Hermann Dichgans (* 16. Mai 1907 in Elberfeld (heute zu Wuppertal); † 21. März 1980 in Düsseldorf) war ein deutscher Jurist, Manager und Politiker (CDU).

## Leben und Beruf
Dichgans wurde als Sohn eines Apothekers geboren. Nach dem Abitur am humanistischen Gymnasium in Elberfeld nahm er ein Studium der Rechtswissenschaften in Freiburg im Breisgau, Paris und Bonn auf, das er mit beiden juristischen Staatsexamina beendete. In Freiburg wurde er aktives Mitglied der katholischen Studentenverbindung Flamberg im KV, einer Studentenverbindung, welche das studentische Brauchtum weitgehend ablehnte. Dichgans promovierte 1929 zum Dr. jur. und trat später als Beamter in den Reichsdienst ein. Seit 1933 arbeitete er bei der Osthilfe in Stettin und von 1934 bis 1937 war er bei der Reichsbahndirektion Wuppertal beschäftigt. Anschließend wechselte er nach Berlin und war von 1938 bis 1945 als Ministerialrat Leiter des Eisenreferates beim Reichskommissar für die Preisbildung.
Nach dem Zweiten Weltkrieg arbeitete Dichgans von 1946 bis 1948 bei Wirtschaftsprüfern in Köln und war anschließend bis 1950 bei der Zellstofffabrik Waldhof in Wiesbaden tätig. Er war 1951/52 Direktor der Stahlbauanstalt Aug. Klönne in Dortmund, wechselte 1953 als Manager in die Organisation der Stahlindustrie und war von 1955 bis 1973 in der Geschäftsführung der Wirtschaftsvereinigung Eisen- und Stahlindustrie Düsseldorf tätig. Dem KV blieb Dichgans zeitlebens verbunden, 1965 hielt er auf dessen Vertreterversammlung in Hannover ein vielbeachtetes Referat über „Hochschulverfassung und Bildungsreform“.

## Partei
Dichgans trat zum 1. Mai 1933 der NSDAP (Mitgliedsnummer 3.164.641) und zum 1. November desselben Jahres der SS bei (SS-Nummer 136.048). Zum 1. Mai 1935 trat er wieder aus der SS aus. 1954 wurde er Mitglied der Christlich Demokratischen Union Deutschlands und war seit 1955 Vorsitzender der CDU-Bezirksgruppe Lohausen-Stockum in Düsseldorf.

## Abgeordneter
Dichgans gehörte dem Deutschen Bundestag vom 17. Oktober 1961 bis 22. September 1972 an und wurde stets über die Landesliste der CDU in Nordrhein-Westfalen gewählt. Er war von 1957 bis 1962 sowie von 1972 bis 1978 Mitglied des Beratenden Ausschusses bei der Europäischen Gemeinschaft für Kohle und Stahl (EGKS). Von 1961 bis 1970 wurde er als Abgeordneter ins Europäische Parlament delegiert.

## Ehrungen
- 1972: Großes Verdienstkreuz der Bundesrepublik Deutschland

## Werke
- Erst mit 30 in den Beruf? – Überlegungen zur Bildungsreform. 1965.
- Hochschulverfassung und Bildungsreform. KV-Sonderdrucke Neue Folge 6 - 1965.
- Das Unbehagen in der Bundesrepublik. 1968.
- Vom Grundgesetz zur Verfassung. 1970.
- Die Welt verändern. Reform oder Revolution. 1974.
- Bildung und Selektion – Von der Unvermeidbarkeit der Auswahl. 1979.